# Miesso
Miesso (ros. Мессо) – wieś w rejonie tazowskim, w Jamalsko-Nienieckim Okręgu Autonomicznym.